# Weilheim (Baden)
Weilheim (pronunciación en alemán: /ˈvaɪ̯lhaɪ̯m/ⓘ) es un municipio alemán en el distrito de Waldshut, Baden-Wurtemberg. Pertenecen a él los barrios de Bannholz, Bierbronnen, la aldea de rosas Nöggenschwiel y Remetschwiel.

## Puntos de interés
- Capilla de Fatima en Bierbronnen[4]
- Embalse de Witznau, situado en parte en territorio municipal de Weilheim